# ديمقراطية تداولية (تشاورية)

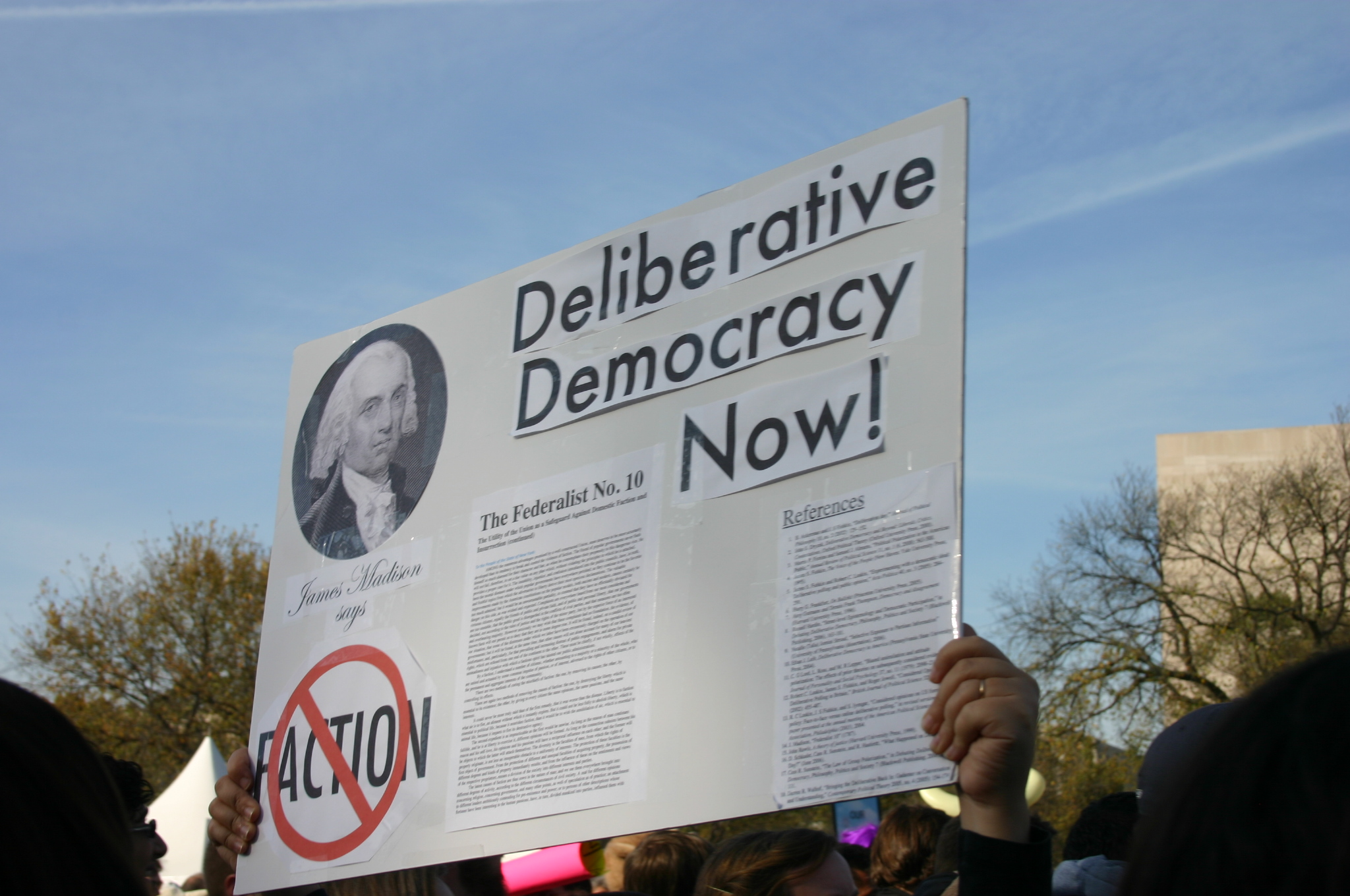

تُعتبر الديمقراطية التداولية أو الديمقراطية التشاورية شكلًا من أشكل الديمقراطية التي يحدث فيها تداول فعلي للسلطة وصناعة القرار. وهي ترتكز على رأي الأغلبية أو التوافق على اتخاذ القرار. تختلف الديمقراطية التداولية عن نظرية الديمقراطية التقليدية في وجود تداول حقيقي للسلطة لا مجرد التصويت، وهي المصدر الرئيسي لتشريع القوانين.
في الوقت الذي يُنظر فيه للديمقراطية التداولية على أنها عبارة عن مزيج من الديمقراطية التمثيلية والديمقراطية المباشرة، فإن العلاقة الفعلية بينهما تتعرض دائمًا للاضطرابات. يستخدم الممارسون والباحثون في الجوانب النظرية هذا المصطلح للدلالة على الهيئات التمثيلية التي يتداول أعضاؤها بشكل عملي ومطلق التشريعات بدون توزيع متساوٍ للسلطة، بينما يستخدم آخرون هذا المصطلح حصرًا للدلالة على اتخاذ القرار بشكل مباشر من قبل المواطنين العاديين كما في الديمقراطية المباشرة.
صيغ مصطلح «الديمقراطية التداولية» في الأصل من قبل جوزيف بيزيتي في عمله عام 1980 الديمقراطية التداولية: مبدأ الأغلبية في الحكومات الجمهورية.

## نظرة عامة
ترى الديمقراطية التداولية أنه ليكون القرار الديمقراطي مشروعًا، يجب أن تسبقه عملية تداولية حقيقية، لا مجرد جمع للامتيازات كما يحدث في التصويت. التداولات الحقيقية هي المداولات والنقاشات بين صنّاع القرار، والخالية من انحرافات وتشوهات القوى السياسية غير المتكافئة مثل السلطة التي يحصل عليها صانع القرار من خلال الثروة المالية أو دعم الجماعات أصحاب المصالح. يتجه صناع القرار إلى حسم الخلاف بالتصويت على المقترحات عن طريق رأي الأغلبية، في حالة فشلهم في الوصول إلى توافق حول هذه المقترحات.
ترجع أصول الديمقراطية التداولية إلى أرسطو ومفاهيمه السياسية. ومع ذلك، فإن أعمال الفليسوف الألماني يورجن هابرمس على العقلانية التواصلية والصعيد العام عادةً ما كانت تعمل بشكل رئيسي على هذه الجزئية.
يمكن ممارسة الديمقراطية التداولية من قبل صناع القرار في كل من الديمقراطيات التمثيلية والديمقراطيات التداولية النخبوية. في الديمقراطية التداولية النخبوية، تنطبق مبادئ الديمقراطية التداولية على الهيئات المجتمعية النخبوية الصانعة للقرار مثل المحاكم والهيئات التشريعية، أما في الديمقراطية التداولية الشعبوية، تنطبق مبادئ الديمقراطية التداولية على مجموعات المواطنين العاديين المؤهلين لصناعة القرارات. الغرض الوحيد من الديمقراطية التداولية الشعبوية هو إمكانية استخدامها لاستطلاع الرأي العام لاستخلاص فكرة معينة بشأن القضايا المجتمعية لكنها غير مُلزمة لإصدار القوانين بشكل مباشر. يمكن تصميم أجهزة ومراصد معينة لتحقيق هذا الغرض مثل استطلاع الرأي التداولي. يمكن استخدام الديمقراطية التداولية الشعبوية في غرض آخر لتخدم كشكل من أشكال الديمقراطية المباشرة، إذ يمكن أن تشكل التداولات بين مجموعة من المواطنيين العاديين إرادة عامة يمكنها إنشاء قوانين مُلزِمة بشكل مباشر. في حالة اتخاذ القرارات السياسية عن طريق المداولات، لكن ليس عن طريق الناس أنفسهم أو ممثليهم المنتخبين، فهذا لا يعتبر عاملًا ديمقراطيًا، وتسمى هذه العملية التداولية باسم التداولات النخبوية. وفقًا لفشكن، تحاول هذه العملية فلترة الرأي العام بشكل مباشر لأن الممثلين يحملون قدرًا كافيًا من معرفة الصالح العام أكثر من المواطنين العاديين.

## الخصائص

### نموذج فشكن للتداول
يُعتبر جيمس فشكن الشخص الذي حدد وصمم التطبيقات السياسية للديمقراطية التداولية لأكثر من 15 عامًا في العديد من الدول المختلفة، وقد حدد خمس صفات أساسية لإجازة مبدأ التداول:
- المعلومات: إلى أي مدى أُتيحت المعلومات الدقيقة واللازمة للمشاركين في العملية والتي يؤمنون أنها على علاقة بالقضية.
- التوازن الجوهري: مدى إجابة أصحاب وجهات النظر على الحجج المطروحة من قبل جانب آخر أو وجهة نظر أخرى.
- التنوع: مدى تمثيل الجمهور من قبل المشاركين في مناقشة الأمور الهامة.
- الاجتهاد: مدى قياس المشاركين لمزايا الحجج المطروحة.
- الاعتبارات المتساوية: مدى تقييم المشاركين لمزايا الحجج التي طرحوها بأنفسهم.[14]

في تعريف فشكن للديمقراطية التداولية، يجب على المواطنين العاديين المشاركة في عمليات صنع القرار، وهذا يُعتبر نوعًا من الديمقراطية المباشرة.
اقترح كل من جيمس فكشن وروبرت لوسكين أن النقاشات التداولية يجب أن تكون:
1. مزوده بالمعلومات: يجب أن تُدعم الحجج بادعاءات واقعية ودقيقة ومقبولة.
2. متوازنة: يجب أن تُقابل الحجج بالحجج المضادة.
3. أمينة وصادقة: يجب على المشاركين أن يكونوا مستعدين للتحدث والاستماع مع احترام حق الطرف الآخر.
4. موضوعية: يجب تقييم الحجج بالنظر إلى مزاياها، لا بالنظر إلى ماهيتها ولا مَن طرحها.
5. شمولية: يجب أن تحظى كل وجهات النظر التي يطرحها السكان بقدر من الاهتمام.

## مخطط كوهين
أوضح جوشوا كوهين، وهو طالب في جون رولز، حالات محددة يعتقد أنها تشكل المبادئ الرئيسية لنظرية الديمقراطية التداولية في مقال بعنوان «الشرعية الديمقراطية والتداولية» في كتاب «نظام الحُكم الرشيد» في عام 1989. حدد كوهين خمس سمات رئيسية للديمقراطية التداولية وهي:
1. اتحاد مستقل ومستمر مع توقع استمراره.
2. يبني المواطنون في النظام الديمقراطي مؤسساتهم التي يكون فيها التداول العامل الحاسم في إنشائها، والتي تسمح بدورها باستمرار التداول بصورة سلسة.
3. الالتزام باحترام تعددية القيم والأهداف في نظام الحُكم.
4. يعتبر المواطنون المسيرة التداولية مصدر الشرعية، ويفضلون أن تكون السبب التاريخي والأساسي لشرعية القوانين حتى يمكن تعقبها وتناقلها من خلال عملية تداولية سلسة وسليمة.
5. يجب على كل عضو أن يعترف بالقدرة التداولية للأعضاء الآخرين ويحترمها.

يمكن تفسير ذلك بأن الفكرة في العملية التشريعية هي أننا ندين لبعضنا البعض بتقديم الأسباب الحقيقية لمقترحاتنا.
يقدم كوهين الديمقراطية التداولية على أنها أكثر من كونها نظرية للشرعية، ويشكل مجموعة من الحقوق الأساسية الثابتة والمبنية على تحقيق «التداول المثالي»:
1.إنها مطلقة الحرية بطريقتين:
1)   يعتبر المشاركون في العملية أنهم ملتزمون فقط بالنتائج وتبعات عملية التداول. فهم غير مقيدون بأي سلطة أو بأي شكل من أشكال الإملاءات.
2)   يعتبر المشاركون أنهم قادرون على العمل على القرار الذي اتخذوه.
2. يتعين على أطراف المداولة تقديم الأسباب اللازمة لمقترحاتهم التي من الممكن أن تُرفض أو تُقبل بناءً على الأسباب التي قدموها.
3. يتساوى المشاركون في جزأين:
1)   رسمي: يمكن لأي شخص طرح المقترحات والانتقاد ودعم الإجراءات التي يراها مناسبة. فلا يوجد تسلسل هرمي ثابت.
2)   الموضوعية: ليس على المشاركين الالتزام أو التقيد بتدابير معينة من السلطة، فالمشاركون لا يلزمون أنفسهم بنظام الحقوق القائم إلا إذا كان هذا النظام يحدد بقدر ما إطار عمل المداولة الحرة بين المتساوين.
4. تهدف المداولة إلى تحقيق اتفاق عقلاني وموضوعي: وهذا يهدف لإيجاد أسباب مقبولة للسماح للجميع بالمشاركة في نظام صنع القرار. عندما يكون التوافق غير كافٍ أو غير ممكن، هنا يكون صنع القرار وفقًا لرأي الأغلبية.
أكد كوهين في مقال نُشر في جريدة «الديمقراطية والحرية» عام 1998 الكثير من هذه النقاط، وأكد أيضًا على أهمية تحقيق «التعددية الرشيدة». يُعد قبول وجهات النظر المختلفة وغير المتوافقة والإيمان القوي بالجهود التداولية المبذولة سببًا رئيسيًا لتمكين أصحاب وجهات النظر هذه من العيش معًا بشروط مقبولة للجميع.

### نموذج غوتمان وطومسون
يحاكي نموذج إيمي غوتمان ودنيس ف. طومسون العناصر الموجودة في معظم مفاهيم الديمقراطية التداولية. تُعرف الديمقراطية التداولية بأنها «شكل من أشكال الحكم الذي يبرر ويدافع فيه المواطنون المتساوون الأحرار وممثلوهم عن قراراتهم بعملية يقدم فيها الجميع الأسباب المقبولة والمنطقية لحججهم، بغرض الوصول إلى قرارات ملزمة للجميع في الوقت الحاضر، لكنها قابلة للتغيير في المستقبل».
صرّح الاثنان بأن الديمقراطية التداولية لديها أربعة متطلبات تشير إلى نوع الأسباب التي يتوقع المواطنون وممثلوهم تقديمها لبعضهم البعض لدعم آرائهم وهي:
1. التداول: يجب أن تكون الأسباب مقبولة للأشخاص المتساوين الذين يبحثون عن شروط تعاون عادلة للجميع.
2. إمكانية الوصول: يجب أن تُقدّم الأساب للعامة، ويجب أن يكون محتواها مفهومًا للجمهور المعني.
3. الإلزام: ينتج عن عملية التداول قرارات وقوانين تُنفّذ لفترة من الزمن. فالمشاركون في العملية لا يتداولون بغرض المداولات نفسها، ولا بغرض المكاسب الثقافية الشخصية.
4. الديناميكية: يجب على المشاركين أن يكونوا منفتحين على إمكانية تغيير آرائهم، ومواصلة الحوار البناء الذي يمكنه مواجهة القرارات والقوانين السابقة.[19]

## التاريخ
يعتبر اتخاذ القرار المعتمد على إجماع الرأي والشبيه بالديمقراطية التداولية سمة مميزة لمجتمعات الصيد والجمع والالتقاط التي يُعتقد أنها كانت مسيطرة في عصور ما قبل التاريخ. بعد أن أصبحت هذه المجتمعات أكثر تعقيدًا وظهرت مجموعة من التطورات مثل توزيع العمل، حل الحكم السلطوي محل اتخاذ القرار المعتمد على الإجماع. ظهر النموذج الأول للديمقراطية في اليونان بشكل ديمقراطية أثينا خلال القرن السادس قبل الميلاد. اتسمت ديمقراطية أثينا بكونها تداولية ومباشرة على حد سواء، إذ اتُخذت بعض القرارات من قبل ممثلين، لكن معظمها كان نابعًا عن الشعب بحد ذاته. انتهى عهد الديمقراطية الأثينية في عام 322 قبل الميلاد. عندما أُعيد إحياء الديمقراطية كنظام سياسي بعد نحو 2000 سنة، كانت القرارات تُتخذ من قبل ممثلين عن الشعب بدلًا من الاختيار الشعبي المباشر. بمعنى ما، كانت هذه النسخة المجددة من الديمقراطية تداولية منذ بداياتها، فعلى سبيل المثال ألقى إدموند بوركه عام 1774 خطابًا شهيرًا وصف فيه برلمان بريطانيا العظمى بأنه مجلس تدواي. بشكل مشابه، اعتبر الآباء المؤسسون للولايات المتحدة الأمريكية التداول جزءًا أساسيًا من الحكومة التي أنشؤوها في أواخر القرن الثامن عشر.
لم يكن العنصر التداولي من الديمقراطية مدروسًا بشكل واسع حتى أواخر القرن العشرين. مع أن كثيرًا من الأعمال الأساسية في هذا المجال أُنجزت في سبعينيات وثمانينيات القرن العشرين، لم تجد الديمقراطية التداولية هذا الاهتمام الكبير من علماء السياسة حتى عام 1990. تبعًا للبروفيسور جون دريزيك، كانت الأعمال الباكرة المتعلقة بالديمقراطية التداولية جزءًا من الجهود الهادفة إلى تطوير نظرية للشرعية الديمقراطية. دعم الكتاب السياسيون مثل كارن روس الديمقراطية التداولية كبديل كامل للديمقراطية التمثيلية. أما النظرة الأكثر انتشارًا فهي تلك التي يحملها العديدون مثل جيمس فيشكين، وهي أن الديمقراطية التداولية المباشرة يمكن أن تكون مكملة للديمقراطية التمثيلية التقليدية. منذ عام 1994، طُبقت الديمقراطية التداولية المباشرة مئات المرات حول العالم. على سبيل المثال، استخدم المواطنون العاديون الديمقراطية التداولية من أجل تحديد مخصصات الميزانية المحلية في الكثير من المدن، ومن أجل إجراء المشاريع العامة الضخمة مثل إعادة بناء نيو أورلينز بعد إعصار كاترينا.

## الارتباط بالحركات السياسية
تعتبر الديمقراطية التداولية بتضارب المصالح بين المواطن المشارك، والمتضررين من القرارات المتخذة أو المتأثرين بها، وبين المجموعة التي تنظم اتخاذ القرار. بالتالي فهي تتضمن جهودًا حثيثة للوصول إلى المجموعات المهمشة والمعزولة والمهملة، وإشراكها في القرار، بالإضافة إلى التوثيق المفصل للمعارضة وأسبابها وإجراء توقعات مستقبلية لعواقب القرارات المتخذة. تركز هذه الديمقراطية على النتائج بقدر تركيزها على العملية بحد ذاتها. وبهذا الشكل تعتبر نظرية متكاملة للتربية المدنية.
على الجانب الآخر، يحاول الكثير من ممارسي الديمقراطية التداولية أن يكونوا محايدين ومنفتحي التفكير قدر الإمكان، إذ يدعون (أو يختارون بشكل عشوائي حتى) أشخاصًا يمثلون طيفًا واسعًا من وجهات النظر، ويزودونهم بأدوات متوازنة لتوجيههم في النقاش. من الأمثلة على ذلك اجتماعات القضايا الوطنية واختيارات القرن الواحد والعشرين وحلقات الدراسة واستطلاعات الرأي التداولية ومراجعة مبادرة المواطنين واجتماعات المدن في القرن الواحد والعشرين التي عقدتها أمريكا سبيكس وغيرها الكثير. في هذه الحالات، لا تعتبر الديمقراطية التداولية بالسياسات اليسارية لكنها تهدف إلى إنشاء حوار بين الأشخاص المنتمين إلى فلسفات وانتماءات مختلفة.
في كندا، كان هناك تطبيقان هامان للنماذج الديمقراطية التداولية. في عام 2004، جمع مجلس كولومبيا البريطانية الوطني للإصلاح الانتخابي لجنة سياسية لدراسة إنشاء بدائل للأنظمة الانتخابية المعتمدة على فوز المرشح الأكثر أصواتًا لوحده. في عام 2007، اجتمع مجلس مواطني أونتاريو للإصلاح الانتخابي من أجل التفكير في أنظمة انتخابية بديلة لهذه المقاطعة. بشكل مشابه، حولت ثلاثة من شبكات دمج الرعاية الصحية المحلية في أونتاريو أولوياتها المالية إلى هيئة محلفين سياسية من أجل المشورة والتحسين.
يشير الحزب الأخضر في الولايات المتحدة الأمريكية إلى مطالبه المحددة للديمقراطية الشعبية والإصلاح الانتخابي بهذا الاسم. على الرغم من أن هذه القاعدة غير ثابتة، يبدو أن المشاركة في التداول كثيرًا ما تحول آراء المشاركين نحو اتخاذ قرارات داعمة للخضر، كما يمكن لها حتى أن تحدث تغييرات مرغوبة في النوايا الانتخابية. على سبيل المثال وفي يوروبوليس عام 2009، الذي كان واحدًا من أكبر المجالس التداولية على الإطلاق حتى ذلك الوقت، وهدف إلى تقييم النظرة العامة حول طيف واسع من القضايا وتضمن ممثلين من 27 دولة في الاتحاد الأوروبي، ازدادت نسبة المواطنين الذين ينوون التصويت للخضر من 8% إلى 18%.